# Lgoczanka
Lgoczanka – wieś w Polsce położona w województwie śląskim, w powiecie częstochowskim, w gminie Janów.
W latach 1975–1998 miejscowość administracyjnie należała do województwa częstochowskiego.
Z Lgoczanki pochodził o. Edmund Morawiec (1930-2019), redemptorysta, filozof, profesor zwyczajny, wieloletni wykładowca Uniwersytetu Kardynała Stefana Wyszyńskiego w Warszawie i Wyższego Seminarium Duchownym Redemptorystów w Tuchowie i Krakowie.